# ジョナス・エドゥアルド・アメリコ
エドゥ（Edu）ことジョナス・エドゥアルド・アメリコ（Jonas Eduardo Américo、1949年8月6日）は、ブラジル出身の元同国代表サッカー選手。FIFAワールドカップに3大会連続で出場した。

## 経歴
サントスFCでデビューをい飾ると、10シーズン在籍し、4度のカンピオナート・パウリスタ制覇などに貢献した。その後は国内外のクラブを渡り歩き、1985年に引退した。
代表では、キャリアを通じて42試合に出場した。また、FIFAワールドカップに3大会連続で出場し、1970年大会では控えとして優勝に貢献した。
1966年大会は試合には出場しなかったが、16歳と339日でのメンバー入りはワールドカップ史上最年少の記録である。

## 所属クラブ[1]
- 1966-1976 -  サントスFC
- 1977-1978 -  SCコリンチャンス・パウリスタ
- 1977-1978 -  SCインテルナシオナル
- 1979-1981 -  UANLティグレス
- 1983      -  サンクリストヴァンFR
- 1984-1985 -  ナシオナルFC
- 1985      -  CEドン・ヴァスコ